# Chaetodontoplus caeruleopunctatus
Chaetodontoplus caeruleopunctatus es una especie de pez ángel de la familia Pomacanthidae.
Su nombre común en inglés es Bluespotted angelfish, o pez ángel de puntos azules. Es una especie endémica de las islas Filipinas, descrita por primera vez en 1976.

## Morfología
Posee la morfología típica de su familia, cuerpo comprimido lateralmente y ovalado, de perfil cuadrangular con las aletas extendidas. La boca es pequeña, protráctil y situada en la parte inferior de la cabeza. 
Tiene 9 espinas y 17 radios blandos dorsales; 3 espinas y 17 radios blandos anales, y 18 radios blandos pectorales.
Su coloración de la cabeza y la parte anterior del cuerpo, marcada por una división vertical hasta la aleta pectoral, es marrón mate en las hembras y gris azulado en los machos. El resto del cuerpo y las aletas dorsal, anal y pélvicas, es marrón chocolate oscuro. Se caracteriza por tener el cuerpo y las aletas dorsal y anal recubiertos de numerosos y diminutos puntos azul claro, de ahí su nombre común en inglés. La aleta caudal es de un color amarillo vívido. La aleta dorsal tiene una fina línea azul claro, paralela al margen exterior, y la anal tiene dos.
Alcanza los 20 cm de largo.

## Hábitat y distribución
Asociado a arrecifes, es una especie no migratoria.
Su rango de profundidad está entre 15 y 40 m.
Se distribuye exclusivamente en el océano Pacífico oeste, siendo especie endémica de Cebú, en las islas Filipinas.

## Alimentación
Es un predador de esponjas, ascidias y algas bénticas.